# Luiste
Luiste (tyska: Luist) är en by (estniska: küla) i Märjamaa kommun i landskapet Raplamaa i västra Estland. Byn ligger vid ån Luiste jõgi, vid gränsen mot landskapet Läänemaa.
I kyrkligt hänseende hör byn till Kullamaa församling inom den Estniska evangelisk-lutherska kyrkan.